# Черна котка, бял котарак
„Черна котка, бял котарак“ (на сръбски: Црна мачка бели мачор/Crna mačka beli mačor) е сръбски игрален филм на режисьора Емир Кустурица. Премиерата му е на филмовия фестивал във Венеция на 1 януари 1998 г., където режисьорът е награден със Сребърен лъв за най-добра режисура. Премиерата на филма в Белград е на 16 октомври 1998 г. Филмът „Черна котка, бял котарак“ разказва за любовта, приятелството и възмъжаването на главния герой сред руините на едно общество с ценности, които изчезват.
.

## Сюжет
Внимание:  Текстът по-долу разкрива сюжета на произведението (или части от него)!
Действието на филма се развива на брега на Дунав, където живее циганинът Матко – дребен контрабандист. Един ден му идва идеята да прекара през границата цял влак, който превозва бензин между Белград и Истанбул, и по този начин да изкара много пари. За това начинание обаче му е необходим спонсор. Матко отива със сина си Заре при Гърга Питич, циганския кръстник и стар семеен приятел. Гърга Питич се съгласява да финансира начинанието, но Матко бива измамен от своя партньор в сделката Дадан, гангстер, любител на кокаин и техно музика. Наивният Матко става длъжник на Дадан и се принуждава да предложи Заре, своя син, да се ожени за миниатюрната сестра на Дадан, по прякор Бубамара (Калинката). Обаче Заре е влюбен в друга – в русата циганка Ида. Идва денят на сватбата. Дядото на Заре се престорва на умрял, за да отложи сватбата, но Дадан не се съгласява и нарежда да скрият трупа на тавана. Всички се веселят, освен Бубамара, Ида и Заре. Докато сватовете се радват, а Дадан танцува, изобретателната невеста Бубамара се възползва от момент на невнимание и избягва от собствената си сватба. По време на бягството се запознава с Гърга Големия и те се влюбват един в друг. Накрая, Заре се венчава за Ида, качват се на един параход (параходът „Видин“) и заминават на сватбено пътешествие по Дунав, а Бубамара и Гърга Големия също се венчават и заминават с каруца също на сватбено пътешествие. Преди венчавката Гърга Питич отива „на гроба на приятеля му“. Филмът завършва с израз на Гърга Питич, цитиран от един стар филм, който е гледал:„Луи, мисля че това е началото на едно чудесно приятелство.“.

## В ролите
| Изпълнител        | Роля                            |
| ----------------- | ------------------------------- |
| Аднан Бекир       | Гърга Малкия                    |
| Асим Джемаили     | Бодигард 2                      |
| Байрам Северджан  | Матко Дестанов                  |
| Бранка Катич      | Ида                             |
| Флориян Айдани    | Заре Дестанов                   |
| Ирфан Ягли        | Бодигард 1                      |
| Яшар Дестани      | Гърга Големия                   |
| Любица Аджович    | Баба Суйка                      |
| Мики Манойлович   | Общински служител               |
| Предраг Лакович   | Общински служител               |
| Рифат Сулейман    | Диско танцьор                   |
| Сабри Сулейман    | Гърга Питич                     |
| Салия Ибраимова   | Калинката (Афродита Карамболо)  |
| Сърджан Тодорович | Дадан Карамболо                 |
| Стоян Сотиров     | Българския митничар             |
| Забит Мемедов     | Зарие Дестанов (дядото на Заре) |
| Здена Хутрецакова | Певицата „Черния обелиск“       |

## Данни за филма
- Жанр: комедия, любовна драма
- Език: ромски (основен), сръбски (в някои сцени), български (в някои сцени).
- Режисьор: Емир Кустурица
- Продуцент: „Комуна“, Макса Чатович, Карл Баумгартнер, „Стефи“ С.А., „Пандора филм“ – Франкфурт, „Сиби 2000“ – Париж
- Сценарий: Гордан Михич, Емир Кустурица
- Музика: Неле Карайлич, Дейо Шпаравало, Воя Аралица
- Оператор: Тиери Арбогаст
- Сценограф: Миленко Йеремич
- Костюмограф: Небойша Липанович
- Монтаж: Светолик Зайц
- Продължителност: 136 минути
- Премиера: 1 януари 1998 г.
- Държави: Сърбия, Германия, България